# Eshmún

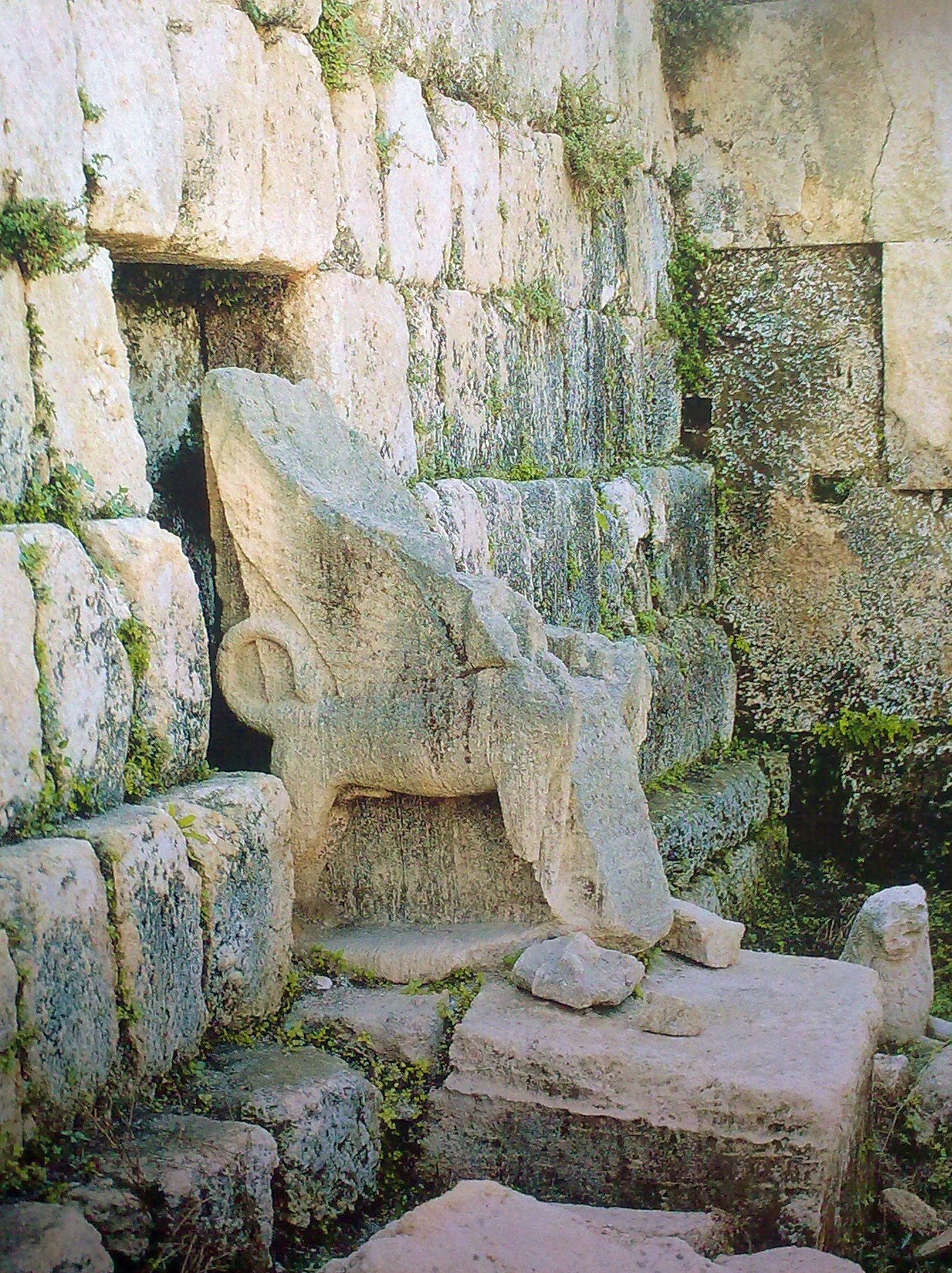
Trono de Astarté en el templo de Eshmún.

Eshmún fue uno de los principales dioses del panteón fenicio, asociado a la salud o a los poderes de sanación. Fue también el dios patrono de la antigua ciudad fenicia de Sidón, en el actual Líbano. Se le identifica con el dios griego Asclepio y el romano Esculapio.

## Historia
Según la mitología fenicia, Eshmún fue el octavo hijo de un dios denominado Sydyk (o también a veces "Sydek" o "Sedek").
Se cree que la existencia de este dios se remonta hasta la Edad del Hierro, pero la primera mención escrita data del 754 a. C., fecha de la firma de un tratado entre el rey asirio Ashur-nirari V y el rey de Arpad Mati'el, y en donde se cita a Eshmún como patrono del tratado.
Además de en Sidón, Eshmún fue venerado en las islas de Chipre, Cerdeña, y en las ciudades de Tiro, Beirut, y Cartago. Los dos principales templos dedicados a este dios fueron el templo de Sidón, y el templo de Cartago, destruido este último por los Romanos en la tercera guerra púnica.
En los rituales de adoración a Eshmún se realizaban abluciones y danzas. También se conoce que existieron unos juegos en su honor, en los que el vencedor ganaba una tela púrpura.